# Corrado Miraglia
Corrado Miraglia, né en 1821 à Palerme et mort le 30 décembre 1881 à Milan, est un ténor d'opéra et compositeur italien  qui a créé le rôle d'Ismaël dans Nabucco de Verdi.
Il a épousé la cantatrice Giuseppina Brambilla en 1857.